# Monoleuca
Monoleuca is een geslacht van vlinders van de familie slakrupsvlinders (Limacodidae).

## Soorten
- M. albicollis Forbes, 1930
- M. angustilinea Dyar, 1927
- M. disconcolorata Barnes & Benjamin, 1925
- M. obliqua Edwards, 1886
- M. occidentalis Barnes & McDunnough, 1912
- M. semifascia (Walker, 1855)
- M. subdentosa Dyar, 1891
- M. sulphurea Grote, 1880